# U2 Go Home - Live from Slane Castle Ireland
U2 Go Home: Live from Slane Castle è un live del gruppo U2 registrato durante l'ultima tappa europea dell'Elevation Tour il 1º settembre 2001 allo Slane Castle in Irlanda. Il video è stato pubblicato su formato DVD nel novembre 2003.
Gli U2 suonarono allo Slane Castle davanti ad 80.000 persone, dopo esserci stati già una volta, nel 1981, come band di apertura del concerto dei Thin Lizzy.

## Lo spettacolo
Lo show ha alcune particolarità, come la dedica di Bono di Kite al padre, morto alcuni giorni prima di cancro, e All I Want Is You alla moglie Ali Hewson. Durante New Year's Day Bono prende una bandiera irlandese lanciata dal pubblico per festeggiare la nazionale di calcio irlandese qualificatasi per lo spareggio che le avrebbe dato accesso ai mondiali del 2002 proprio quel giorno, la partita fu trasmessa prima del concerto e questo aggiunse ulteriore allegria all'atmosfera.

## Contenuti speciali

Bono Vox e lo Slane Castle.

Il DVD include anche Mysterious Ways come bonus track suonata con la figlia di Bono, Eve, sul palco, e un documentario sulla prima parte delle registrazioni dell'album The Unforgettable Fire effettuate proprio allo Slane Castle nel 1984.

## Tracce
1. Elevation
2. Beautiful Day
3. Until the End of the World
4. New Year's Day
5. Out of Control
6. Sunday Bloody Sunday
7. Wake Up Dead Man
8. Stuck in a Moment You Can't Get Out Of
9. Kite
10. Angel of Harlem
11. Desire
12. Staring at the Sun
13. All I Want Is You
14. Where the Streets Have No Name
15. Pride (In the Name of Love)
16. Bullet the Blue Sky
17. With or Without You
18. One
19. Walk On

Bonus track
1. Mysterious Ways